# Faro de Cabo Gris-Nez
El Faro de Cabo Gris Nez (en francés: Phare du Cap Gris-Nez) es un faro situado en el Cabo Gris-Nez, en la Costa de Ópalo, en el departamento de Paso de Calais, Francia. Construido en 1837, fue destruido en 1944 durante la Segunda Guerra Mundial. El faro actual fue puesto en servicio en 1958.

## Historia
Construido y puesto en servicio en 1837, consistía en una torre de 14 metros de altura, tenía instalada una óptica de primer orden de 920 mm de distancia focal, estaba alimentado con aceite vegetal y emitía una luz blanca fija. Para evitar confusiones con el cercano faro británico de Dungeness, cercano a la torre principal existía un pequeño fanal con una característica de dos destellos largos en un periodo de dos minutos. Este fanal fue suprimido en 1842 al cambiarse la característica de la torre principal a una de un destello en un ciclo de 30 segundos. En 1848 se cambió la característica a una de ocultaciones cada 30 segundos.
En 1861 la instalación de un semáforo cercano motivó que se tuviese que elevar la torre hasta una altura de 24 metros para evitar confusiones. En 1869 fue de los primeros faros franceses en ser electrificados, instalándose una lámpara de arco en una nueva óptica de 300 mm de distancia focal manteniendo la característica de ocultaciones cada 30 segundos. Esta característica se modificó en 1885 a tres destellos blancos y uno rojo, que fue a su vez modificada de nuevo en 1899 para adquirir una de un destello cada 5 segundos.
En 1944 el faro fue destruido por los alemanes durante su retirada de Francia durante la Segunda Guerra Mundial. En 1946 fue instalada en su lugar una torre metálica provisional hasta la construcción del faro actual en 1958 que mantuvo la misma característica de antes de la guerra. Fue automatizado en 1986.

## Características
El faro consiste en una torre cilíndrica de sillería de 31 metros de altura. Emite un destello de luz blanca en un ciclo total de 5 segundos con un alcance nominal nocturno de 29 millas náuticas.